# Shimakaze (1942)
Le Shimakaze (島風) (Vent d'île) était un destroyer de la Marine impériale japonaise lancé en 1942.

## Conception
Il est commandé en 1939 en vertu du 4e Programme de Supplément d'Armement Naval (en) (Plan de réarmement japonais). Sa quille est posée août 1941 à l'Arsenal naval de Maizuru et est mis en service le 10 mai 1943.
Le japon avait pour projet de lancer 16 autres navires identiques dans le cadre du 5e Programme de Supplément d'Armement Naval, mais il n'aboutira pas en raison d'une capacité industrielle limitée.
Il était armé de six canons à double usage de 127 mm et d'armes conventionnelles anti-aériennes et anti-sous-marines. Il était le seul destroyer japonais à être armé de 15 tubes lance-torpilles, chacun capable de tirer la redoutable torpille Long Lance de 610 mm. Ses puissantes machines à vapeur développaient 79 240 chevaux, ce qui faisait de lui l'un des destroyers les plus rapides au monde: sa vitesse était de 39 nœuds (72 km/h); lors d'essais, il atteint 40,9 nœuds (75,7 km/h).

## Historique
En juin 1943, le Shimakaze participe à l'évacuation des troupes japonaises de l'île Kiska vers la fin de la campagne des îles Aléoutiennes. Il participe également à la bataille de la mer des Philippines en juin 1944. En octobre 1944, le destroyer était présent à la bataille du golfe de Leyte, bien qu'il n'ait joué aucun rôle dans la bataille, excepté le sauvetage des survivants du cuirassé Musashi. Tout en servant de navire amiral de l'Escadron Destroyer 2 sous le commandement du contre-amiral Mikio Hayakawa (it), il est attaqué et coulé par l'Aviation américaine de la Task Force 38 le 11 novembre 1944, pendant la bataille de la baie d'Ormoc (Campagne des Philippines).

### Test de vitesse
Le Shimakaze était alimenté par un dispositif expérimental de machines à vapeur – qui rendait toute construction d'un sister-ship pratiquement impossible – lors d'un test de vitesse le 7 avril 1943, où il passe la barre des 40 nœuds avec une puissance de 79 240 cv.

### Découverte de l'épave
Début janvier 2018, le navire océanographique de Paul Allen RV Petrel a identifié le destroyer Shimakaze en même temps que les destroyers Wakatsuki et Naganami attaqués lors de la bataille de la baie d'Ormoc.

## Navires de la classe
| Navire                                      | Numéro de coque | Fait |
| ------------------------------------------- | --------------- | --- |
| Shimakaze (島風)                            | 125             | A explosé le 11 novembre 1944 après avoir été attaqué par des avions américains. Rayé des registres le 10 janvier 1945[réf. nécessaire]                  |
| 16 destroyers (Classe Super Shimakaze (en)) | 733 à 748       | Annulé et converti le 30 juin 1942 en: 8 destroyers de classe Yūgumo (Navire # 5041-5048) 7 destroyers de classe Super Akizuki (en) (Navire # 5077-5083) |